# Bezirk Korneuburg
Der Bezirk Korneuburg ist ein Verwaltungsbezirk des Landes Niederösterreich.
Sitz der Bezirkshauptmannschaft ist Korneuburg, Außenstellen befinden sich in Gerasdorf und Stockerau.

## Geschichte
Am 24. September 2015 wurde vom Niederösterreichischen Landtag beschlossen, dass der Bezirk Wien-Umgebung zum 1. Jänner 2017 aufgelöst wird. Anschließend wurde von der Landesregierung die Neuzuteilung der Gemeinden auf die angrenzenden Bezirke durchgeführt: Die Stadt Gerasdorf wurde Teil des Bezirkes Korneuburg.

## Geografie
Der Bezirk befindet sich nordwestlich von Wien. Bestimmende Landschaftseinheiten sind die Donau und ihre Auenlandschaft, die Waschbergzone mit dem Michelberg, der Bisamberg als Teil der Wiener Pforte.
Er bildet den südwestlichen Teil des Weinviertels und ist auch in der Raumplanung der Hauptregion Weinviertel zugeordnet.

### Nachbarbezirke
| Bezirk Hollabrunn | Bezirk Mistelbach                           | Bezirk Mistelbach                                    |
| Bezirk Tulln      | Kompassrose, die auf Nachbargemeinden zeigt | Bezirk Mistelbach                                    |
| Bezirk Tulln      | Floridsdorf (Wien)                          | Bezirk Gänserndorf, Gemeindebezirk Donaustadt (Wien) |

## Angehörige Gemeinden

Gemeinden des Bezirks Korneuburg

Der Bezirk Korneuburg umfasst 661,84 km², zu ihm gehören:
- 20 Gemeinden, darunter sind
  - 3 Städte und
  - 14 Marktgemeinden.

Regionen in der Tabelle sind Kleinregionen in Niederösterreich. Die Einwohnerzahlen stammen vom 1. Jänner 2024.
| Gemeinde                  | Lage | Ew     | km²   | Ew / km² | Gerichtsbezirk | Region                  | Typ             | Metadaten         |
| ------------------------- | ---- | ------ | ----- | -------- | -------------- | ----------------------- | --------------- | ----------------- |
| Bisamberg                 |      | 4.877  | 10,74 | 454      | Korneuburg     | 10 vor Wien             | Markt- gemeinde | Gem.Kennz.: 31201 |
| Enzersfeld im Weinviertel |      | 1.831  | 9,86  | 186      | Korneuburg     | 10 vor Wien             | Markt- gemeinde | Gem.Kennz.: 31202 |
| Ernstbrunn                |      | 3.310  | 80,70 | 41       | Korneuburg     | Leiser Berge–Mistelbach | Markt- gemeinde | Gem.Kennz.: 31203 |
| Gerasdorf bei Wien        |      | 11.931 | 35,25 | 338      | Klosterneuburg | -                       | Stadt- gemeinde | Gem.Kennz.: 31235 |
| Großmugl                  |      | 1.637  | 64,49 | 25       | Korneuburg     | -                       | Markt- gemeinde | Gem.Kennz.: 31204 |
| Großrußbach               |      | 2.292  | 32,74 | 70       | Korneuburg     | 10 vor Wien             | Markt- gemeinde | Gem.Kennz.: 31205 |
| Hagenbrunn                |      | 2.413  | 13,50 | 179      | Korneuburg     | 10 vor Wien             | Markt- gemeinde | Gem.Kennz.: 31206 |
| Harmannsdorf              |      | 4.097  | 55,54 | 74       | Korneuburg     | 10 vor Wien             | Markt- gemeinde | Gem.Kennz.: 31207 |
| Hausleiten                |      | 3.843  | 61,04 | 63       | Korneuburg     | -                       | Markt- gemeinde | Gem.Kennz.: 31208 |
| Korneuburg                |      | 13.719 | 9,77  | 1404     | Korneuburg     | 10 vor Wien             | Stadt- gemeinde | Gem.Kennz.: 31213 |
| Langenzersdorf            |      | 8.153  | 10,70 | 762      | Korneuburg     | 10 vor Wien             | Markt- gemeinde | Gem.Kennz.: 31214 |
| Leitzersdorf              |      | 1.159  | 27,87 | 42       | Korneuburg     | -                       | Gemeinde        | Gem.Kennz.: 31215 |
| Leobendorf                |      | 5.253  | 29,94 | 175      | Korneuburg     | 10 vor Wien             | Markt- gemeinde | Gem.Kennz.: 31216 |
| Niederhollabrunn          |      | 1.507  | 50,36 | 30       | Korneuburg     | -                       | Markt- gemeinde | Gem.Kennz.: 31234 |
| Rußbach                   |      | 1.399  | 30,65 | 46       | Korneuburg     | -                       | Gemeinde        | Gem.Kennz.: 31224 |
| Sierndorf                 |      | 3.954  | 55,08 | 72       | Korneuburg     | -                       | Markt- gemeinde | Gem.Kennz.: 31226 |
| Spillern                  |      | 2.616  | 12,71 | 206      | Korneuburg     | 10 vor Wien             | Markt- gemeinde | Gem.Kennz.: 31227 |
| Stetteldorf am Wagram     |      | 1.076  | 25,74 | 42       | Korneuburg     | Region Wagram           | Markt- gemeinde | Gem.Kennz.: 31228 |
| Stetten                   |      | 1.373  | 7,73  | 178      | Korneuburg     | 10 vor Wien             | Gemeinde        | Gem.Kennz.: 31229 |
| Stockerau                 |      | 16.999 | 37,41 | 454      | Korneuburg     | 10 vor Wien             | Stadt- gemeinde | Gem.Kennz.: 31230 |

### Gemeindeänderungen seit 1945
- 1. Jänner 1957: Eingliederung der Gemeinden Bisamberg, Enzersfeld, Flandorf, Hagenbrunn, Klein-Engersdorf, Königsbrunn und Langenzersdorf aus dem Bezirk Wien-Umgebung
- 1. Jänner 1970: Auflösung der Gemeinden Bisamberg und Kleinengersdorf – Zusammenschluss zur Gemeinde Bisamberg
- 1. Jänner 1970: Auflösung der Gemeinden Enzersfeld und Königsbrunn – Zusammenschluss zur Gemeinde Enzersfeld
- 1. Jänner 1970: Auflösung der Gemeinden Ernstbrunn, Klement, Lachsfeld, Merkersdorf, Naglern und Simonsfeld – Zusammenschluss zur Gemeinde Ernstbrunn
- 1. Jänner 1970: Auflösung der Gemeinden Füllersdorf, Geitzendorf, Großmugl, Herzogbirbaum, Nursch, Ottendorf, Ringendorf, Roseldorf und Steinabrunn – Zusammenschluss zur Gemeinde Großmugl
- 1. Jänner 1970: Auflösung der Gemeinden Flandorf und Hagenbrunn – Zusammenschluss zur Gemeinde Hagenbrunn
- 1. Jänner 1970: Auflösung der Gemeinden Leitzersdorf und Wollmannsberg – Zusammenschluss zur Gemeinde Leitzersdorf
- 1. Jänner 1970: Auflösung der Gemeinden Haselbach und Niederhollabrunn – Zusammenschluss zur Gemeinde Niederhollabrunn
- 1. Jänner 1970: Auflösung der Gemeinden Niederrußbach, Oberrußbach und Stranzendorf – Zusammenschluss zur Gemeinde Rußbach
- 1. Jänner 1970: Auflösung der Gemeinden Oberhautzenthal, Senning, Sierndorf, Unterhautzenthal und Untermallebarn – Zusammenschluss zur Gemeinde Sierndorf
- 1. Jänner 1971: Auflösung der Gemeinden Großrußbach, Hipples, Kleinebersdorf und Weinsteig – Zusammenschluss zur Gemeinde Großrußbach
- 1. Jänner 1971: Auflösung der Gemeinden Gaisruck, Hausleiten, Perzendorf, Pettendorf, Schmida, Seitzersdorf-Wolfpassing und Zissersdorf – Zusammenschluss zur Gemeinde Hausleiten
- 1. Jänner 1971: Auflösung der Gemeinden Hatzenbach und Leitzersdorf – Zusammenschluss zur Gemeinde Leitzersdorf
- 1. Jänner 1971: Auflösung der Gemeinden Leobendorf und Unterrohrbach – Zusammenschluss zur Gemeinde Leobendorf
- 1. Jänner 1971: Auflösung der Gemeinden Bruderndorf und Niederfellabrunn – Zusammenschluss zur Gemeinde Niederfellabrunn
- 1. Jänner 1971: Auflösung der Gemeinden Niederhollabrunn und Streitdorf – Zusammenschluss zur Gemeinde Niederhollabrunn
- 1. Jänner 1971: Auflösung der Gemeinden Höbersdorf, Obermallebarn, Oberolberndorf, Sierndorf und Unterparschenbrunn – Zusammenschluss zur Gemeinde Sierndorf
- 1. Jänner 1971: Auflösung der Gemeinden Eggendorf am Wagram, Stetteldorf am Wagram und Starnwörth – Zusammenschluss zur Gemeinde Stetteldorf am Wagram
- 1. Jänner 1972: Auflösung der Gemeinden Ernstbrunn und Maisbirbaum – Zusammenschluss zur Gemeinde Ernstbrunn
- 1. Jänner 1972: Auflösung der Gemeinden Großrußbach, Karnabrunn und Wetzleinsdorf – Zusammenschluss zur Gemeinde Großrußbach
- 1. Jänner 1972: Auflösung der Gemeinden Harmannsdorf, Hetzmannsdorf, Kleinrötz, Mollmannsdorf, Obergänserndorf und Seebarn – Zusammenschluss zur Gemeinde Harmannsdorf
- 1. Jänner 1972: Auflösung der Gemeinden Kleinwilfersdorf und Leitzersdorf – Zusammenschluss zur Gemeinde Leitzersdorf
- 1. Jänner 1972: Auflösung der Gemeinden Leobendorf, Oberrohrbach und Tresdorf – Zusammenschluss zur Gemeinde Leobendorf
- 1. Jänner 1972: Auflösung der Gemeinden Niederfellabrunn und Niederhollabrunn – Zusammenschluss zur Gemeinde Niederbrunn
- 1. Jänner 1975: Auflösung der Gemeinden Harmannsdorf und Würnitz – Zusammenschluss zur Gemeinde Harmannsdorf
- 1. Jänner 1975: Umbenennung der Gemeinde Niederbrunn in Niederhollabrunn
- 1. Jänner 1975: Auflösung der Gemeinden Oberzögersdorf und Stockerau – Zusammenschluss zur Gemeinde Stockerau
- 1. Jänner 2009: Umbenennung der Gemeinde Enzersfeld in Enzersfeld im Weinviertel
- 1. Jänner 2017: Eingliederung der Gemeinde Gerasdorf bei Wien aus dem Bezirk Wien-Umgebung[4]

## Bevölkerungsentwicklung (laut Gebietsstand 2016)
Die bevölkerungsreichste Stadt ist Stockerau mit 16.999 Einwohnern (Stand: 1. Jänner 2024).

## Bezirkshauptmänner
- Carl Fügerl (1850 bis 1856)
- Norbert Haselsteiner (2000 bis 2011)
- Andreas Strobl (seit 2021)